# Jana Aranya
Jana Aranya è un film del 1976 diretto da Satyajit Ray.